# ククルビタシン-Δ23-レダクターゼ
ククルビタシン-Δ23-レダクターゼ（cucurbitacin Δ23-reductase）は、次の化学反応を触媒する酸化還元酵素である。
23,24-ジヒドロククルビタシン + NAD(P)+ {\displaystyle \rightleftharpoons } ククルビタシン + NAD(P)H + H+
反応式の通り、この酵素の基質は23,24-ジヒドロククルビタシンと|NAD(P)+、生成物はククルビタシンとNAD(P)HとH+である。補因子としてマンガンを用いる。
組織名は23,24-dihydrocucurbitacin:NAD(P)+ Δ23-oxidoreductaseである。